# Teluk Binjai (Kualuh Hilir)
Teluk Binjai is een bestuurslaag in het regentschap Labuhan Batu Utara van de provincie Noord-Sumatra, Indonesië. Teluk Binjai telt 3943 inwoners (volkstelling 2010).